# Friederike Vohs
Friederike Margarethe Vohs (née Friederike Margarethe Porth, puis épouse Werdy, le 22 août 1776 à Halberstadt et morte le 10 juin 1860 dans la Ville libre de Francfort) est une actrice et chanteuse d'opéra soprano prussienne.

## Biographie
Friederike Porth arrive au théâtre de Weimar avec ses parents en 1793. En juin de la même année, elle épouse l'acteur Heinrich Vohs (de) avec qui elle a cinq enfants.
Elle a été la première actrice à jouer le rôle-titre du drame de Schiller, Maria Stuart, le 14 juin 1800 au théâtre de la cour de Weimar. Elle est aussi la première à jouer Thekla dans le Wallenstein de Schiller à Lauchstädt. Elle incarne également Kreusa dans Ion d'Auguste Schlegel en 1801, la Turandot dans le drame du même nom de Schiller, et Iphigénie dans le drame de Goethe Iphigénie en Tauride, dans sa production de 1802. Grâce à ses talents de chanteuse, elle trouve également la reconnaissance dans des rôles d'opéra, mais part pour Stuttgart avec son mari en 1802. Alors veuve en 1805, elle est la mère d'une fille illégitime du prince Paul-Charles de Wurtemberg.
En 1808, elle devient membre du Théâtre de la Cour de Vienne, est engagée à Francfort-sur-le-Main de 1805 à 1817 et au Théâtre de la Cour de Dresde (de) de 1818 à 1839. En 1818, elle épouse l'acteur de la cour de Dresde Friedrich August Werdy (1770–1847).

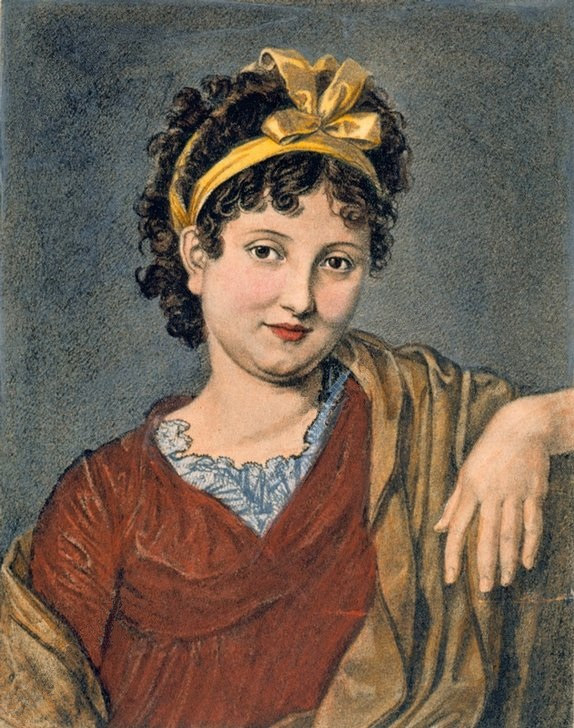
Portrait de Friederike Vohs, par Friedrich Bury.

Un portrait la représente, précédemment tenu pour dépeindre l'épouse de Goethe, Christiane Vulpius, un dessin à la craie de Friedrich Bury de 1800.